# Menzoberranzan (jeu vidéo)
Menzoberranzan est un jeu vidéo de rôle médiéval-fantastique tiré des Royaumes oubliés, un décor de campagne d'Advanced Dungeons & Dragon. Édité par Strategic Simulations, Inc. et développé par DreamForge Intertainment, il sort en 1994.

## Trame
Menzoberranzan se déroule dans les Royaumes oubliés, un décor de campagne du jeu de rôle médiéval-fantastique Donjons et Dragons. Il est adapté du roman L'Héritage de R.A. Salvatore qui décrit la culture d’une race mystérieuse, les elfes-noirs, vivant sous terre et connues pour leur cruauté et leur coopération avec des créatures démoniaques. Le jeu débute dans un village d’Icewind Dale, où le personnage qu’incarne le joueur célèbre avec ses compagnons sa victoire sur un dragon. Pendant la nuit, le village est attaqué par des elfes-noirs qui tuent de nombreux villageois avant d’enlever une douzaine d’entre eux, qu’ils ramènent dans leur cité souterraine. Afin de les retrouver, le personnage qu’incarne le joueur part d’abord à la recherche Drizzt Do'Urden, un elfe noir vivant à la surface que les villageois rendent responsable de l’attaque. Celui-ci accepte ensuite de mener le groupe dans les souterrains jusqu’à la cité de Menzoberranzan afin de libérer les villageois,.

## Système de jeu
Menzoberranzan débute par une phase de création de personnage. Bien que le groupe contrôlé par le joueur peut accueillir jusqu’à quatre personnage, le joueur ne peut en créer que deux, les places restante devant être réservé a des personnages qu’il peut recruter au cours de l’aventure. Les mécanismes du jeu sont similaires à ceux de Ravenloft: Strahd's Possession, eux-mêmes ressemblant à ceux de Eye of the Beholder. Les environnements extérieurs sont présentés en vue à la première personne et en trois dimensions.Le joueur déplacent ses personnages à la souris ou au clavier, en continu (comme dans Ultima Underworld) ou pas à pas (comme dans Dungeon Master). En bas de l’écran sont affichés les portraits des personnages, avec des icônes correspondant à leur mains droite et gauche. En cliquant sur ces icones, le joueur ordonne à un personnage d’attaquer avec l’arme correspondante. Il peut également déplacer sur un ennemi le curseur de sa souris, qui devient alors une épée, puis cliquer pour tenter de l’attaquer.

## Développement et publication
Menzoberranzan est développé par DreamForge Intertainment à partir du moteur de jeu de leur précédent jeu vidéo de rôle, Ravenloft: Strahd's Possession. Il est publié par Strategic Simulations en octobre 1994 sur IBM PC.

## Accueil
| Menzoberranzan |      |       |
| Média          | Pays | Notes |
| Gen4           | FR   | 65 %  |
| Joystick       | FR   | 75 %  |
| PC Gamer US    | US   | 85 %  |
| PC Zone        | US   | 68 %  |